# Caso distributivo
El distributivo es uno de los veinticinco casos del idioma húngaro que puede indicar modo (egy|enként: uno a uno) o tiempo (Esté|nként: por las tardes). Véase esta sección para más ejemplos.

## Húngaro
| -nként                                                                                      |
| MODO                                                                                        |
| Babrál\|ta az elem\|ek\|et, egy\|enként le\|emel\|te, a konyha-asztal\|ra hely\|ez\|te.     |
| ------------------------------------------------------------------------------------------- |
| Manoseaba los elementos, los apartaba uno a uno y los depositaba sobre la mesa de la cocina |
| A szegény\|ek lass\|anként le\|vet\|kőz\|tek, a gazdag\|ok fel\|öltöz\|köd\|tek.            |
| Los pobres se desnudaban poco a poco, los ricos se vestían.                                 |
| TIEMPO                                                                                      |
| Esté\|nként a krisztina\|i polgár\|ok hitves\|eik\|kel a kar\|juk\|on sétá\|l\|tak.         |
| Por las tardes los burgueses de cristina paseaban con sus esposas del brazo.                |
| Idő\|nként vala\|mi\|t mond\|ott a kis-fiú\|nak.                                            |
| De vez en cuando decía algo al chico.                                                       |

- Datos: Q5756572